# Eduardo de Noronha
José Eduardo da Vasa César Alves de Noronha ComC • CvA • CvSE • ComIC • ComIP (Lisboa, Lapa, 26 de Outubro de 1859 — Lisboa, Santa Catarina, 26 de Setembro de 1948) foi um nobre, militar, jornalista e escritor português. Apesar de ter seguido a carreira militar como oficial de Infantaria do Exército Português, participando nas campanhas de pacificação em África, teve uma fecundíssima actividade literária, quer como escritor quer como jornalista, destacando-se no campo do romance histórico.

## Biografia
Filho de António Eduardo Alves de Noronha, 2.º visconde de Santa Cruz, e de sua primeira mulher Amélia Ludovina da Vasa César de Faro Nobre e Vasconcelos. Em Monarquia seria representante do título de visconde de Santa Cruz.
Foi oficial do Exército, onde atingiu o posto de major de Infantaria. Dedicou-se ao jornalismo, tendo colaboração publicada em periódicos como o jornal Novidades (de que foi director e secretário de redacção), A Actualidade, A África Oriental, O Quelimane, O Futuro, O Economista, Diário de Notícias, Tiro e Sport, e Mala da Europa. Também se encontra colaboração da sua autoria nas revistas Tiro civil  (1895-1903) e na sua sucessora, a revista Tiro e Sport  (1904-1913), Serões  (1901-1911), Atlântida  (1915-1920), na Revista Municipal de Lisboa   (1939-1973) e na revista ilustrada Argus.
Para além da sua obra publicada em periódicos, também se dedicou à escrita monográfica, sendo autor de mais de uma centena de obras, algumas das quais foram sucessos editoriais e continuam relevantes.
As suas produções literárias mais importantes são romances históricos e biografias, mas inclui muitos outros tipos de monografias. Entre as suas obras mais conhecidas contam-se O Distrito de Lourenço Marques e a África do Sul, a História das Toiradas, José do Telhado: romance baseado sobre factos histórias, A Ambição d'um Rei e  O Herói de Chaimite - Mousinho de Albuquerque. As suas obras intituladas Da Madeira ao Alto Zambeze: viagem dramática através de Angola e Moçambique (de 1907) e Do Minho ao Algarve: viagem pinturesca e aventurosa através de Portugal (1909) tiveram grande sucesso, tendo última delas sido escolhida em concurso para prémio aos alunos das escolas primárias, sendo por essa via o primeiro livro de Ferreira de Castro.
Também se dedicou ao ensino, tendo sido desde 1898 professor na Escola Industrial Rodrigues Sampaio, de Lisboa, funções que exerceu durante quase 30 anos até se reformar por limite de idade em 1929. Esta escola era a antiga Escola Primária Superior Rodrigues Sampaio, que havia pertencido à Câmara Municipal de Lisboa, mas que por decreto de 10 de setembro de 1892 fora transformada em escola de ensino preparatório para ingresso nos Institutos Industriais com o nome de Escola Técnica Preparatória Rodrigues Sampaio.
Foi um dos fundadores em 1925, da Sociedade de Escritores e Compositores Teatrais Portugueses, antecessora da Sociedade Portuguesa de Autores.
Cavaleiro da Real Ordem Militar de São Bento de Avis a 1 de Janeiro de 1905 sendo Capitão do Estado-Maior de Infantaria (Ordem do Exército, 1905, 2.ª Série, n.º 1, p. 3), Cavaleiro da Real Ordem Militar de Sant'Iago da Espada a 9 de Setembro de 1905 sendo Capitão do Estado-Maior de Infantaria, por proposta do Ministério da Guerra (Diário do Governo, n.º 209, 16 de Setembro de 1905), Comendador da Ordem da Instrução Pública a 23 de Junho de 1932, Comendador da Ordem do Império Colonial a 20 de Dezembro de 1945 e Comendador da Ordem Militar de Nosso Senhor Jesus Cristo a 12 de Janeiro de 1949.
A Rua Eduardo de Noronha, na antiga freguesia de São João de Brito, actualmente freguesia de Alvalade, em Lisboa, tem o seu nome segundo decisão da Câmara Municipal de Lisboa em 1950.

## Casamento e descendência
Casou primeira vez a 2 de Abril de 1883 com Delfina Rosa de Azevedo, de quem não teve descendência.
Casou segunda vez em Lisboa? com María Manuela Cecilia Lorenza López y Arquero (Madrid, San Lorenzo, 22 de Novembro de 1855 - Lisboa, 1938), já viúva, filha de Valentín López e de sua mulher María Candelaria Arquero, ambos de Ocaña, Toledo, e aí casados?, da qual teve:
- Mário López da Vasa César Alves de Noronha (Lisboa, Lapa, 15 de Janeiro de 1885/95 – Lisboa, São Sebastião da Pedreira, 9/13 de Julho de 1973)
- Vítor Manuel López da Vasa César Alves de Noronha, casado com Julieta dos Santos, da qual teve uma filha:
  - Maria Manuela dos Santos de Noronha, solteira e sem geração
- Josefina López da Vasa César Alves de Noronha (30 de Outubro de 1896 - ?), casada com António Manuel Gamito, do qual teve nove filhos e filhas
- Carlos Augusto López da Vasa César Alves de Noronha, casado primeira vez com Madalena Garcia Barroso, com geração, casado segunda vez no Brasil com Lúcia Lopes de Almeida, irmã da declamadora Margarida Lopes de Almeida, filhas ambas de Filinto de Almeida, com geração, e casado terceira vez com Leonor das Neves, com geração
- Álvaro López da Vasa César Alves de Noronha, casado com Isaura Martins, sem geração